# Gammalsvenskby

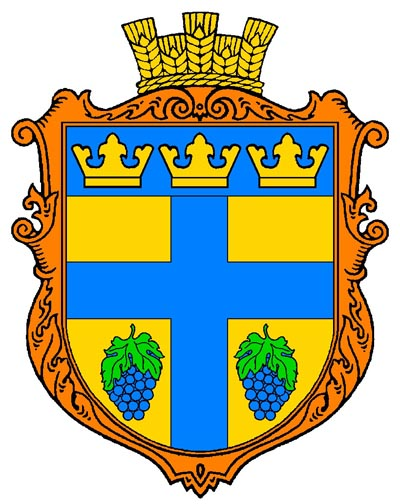
Zmijevkas kommunvapen.

Gammalsvenskby (ukrainska: Старошведське, Starosjvedske; ryska: Старошве́дское, tr. Starosjvédskoje; tyska: Altschwedendorf; lokal svensk dialekt: Galsvänskbi) är en del av Zmijivka i Cherson oblast invid Dneprs strand i Ukraina. Byns namn kommer av att den bebos av svenskbybor; ättlingar till tvångsförflyttade estlandssvenskar, varav vissa fortfarande talar en svensk dialekt.

## Grundandet av Gammalsvenskby
Gammalsvenskbys befolkning kom ursprungligen från Dagö i dagens Estland, som till 1721 var en del av Sverige. En rättslig tvist med den svenske godsägaren Stenbock på Dagö löstes så att de berörda Dagöborna, cirka 1 000 personer, anvisades cirka 13 000 hektar mark av den ryska kejsarinnan Katarina II i det då kallade Nyryska guvernementet i södra nuvarande Ukraina, vilket ryssarna just erövrat från turkarna.
Flytten från Dagö började i augusti 1781, och man anlände till det anvisade området nio månader senare, den 1 maj 1782, efter en lång och mycket strapatsrik vandring under vilken mer än hälften, främst barn och äldre, hade dukat under av köld och sjukdomar. När de anlände fann de inte några spår av de hus som hade utlovats skulle stå klara för dem. Av dem som överlevde vandringen dukade sedan många under, eftersom de var ovana jordbrukare, ty flertalet på Dagö hade varit fiskare. Enligt kyrkböckerna var enbart 135 personer vid liv i mars 1783.

## Upprätthållandet av det svenska arvet
I början av 1800-talet grundades de tyska byarna Schlangendorf, Mülhausendorf och Klosterdorf runt Svenskbyn. Numera ingår alla dessa byar i byn Zmijevka. Dessa tyska byar lade lagstridigt beslag på omkring 75 procent av svenskarnas mark. Efter tyskarnas intåg kom byn att kallas Gammalsvenskby. Som en följd av detta kom svenskarna att bli en minoritet i området, och många av prästerna och lärarna, som tjänstgjorde i området var tysktalande. Detta, tillsammans med den växande bristen på odlingsbar mark, ledde till att kontakterna mellan Gammalsvenskby och de tyska byarna ibland var ganska ansträngda. Bränder, jordbävning och sjukdomar minskade antalet svenskbybor och först under andra hälften av 1800-talet kunde man konstatera en rejäl ökning av deras antal.
Trots att kontakten med Sverige var nästan obefintlig under ett århundrade, kom befolkningen i Gammalsvenskby att upprätthålla sina traditioner och sin lutherska tro. De hade även kvar sin gamla östsvenska dialekt. I slutet av 1800-talet återupprättades vissa band med Sverige. Man samlade ihop betydande summor pengar både i Sverige och i Finland för att bygga en ny svensk kyrka, som sedan kunde invigas den 1 maj 1885. Kyrkan kostade 15 000 rubel, varav 6 000 insamlades i Sverige genom prins Carl. Svenska besökare kom att bli mer och mer vanliga, och vissa bybor kom även att prenumerera på svenska tidningar.

## Ryska revolutionen
I och med det första världskrigets utbrott bröts kommunikationskanalerna återigen. En omfattande hungersnöd utbröt, och en första svensk expedition under ledning av Wilhelm Sarwe medförde 1922 förnödenheter från Sverige. Efter den ryska revolutionen bad svenskättlingarna om rätten att få lämna Sovjetunionen och slå sig ner i Sverige, där deras fall hade tagits upp av en nationell rörelse, och stöddes av ärkebiskop Nathan Söderblom. Söderblom bad Wilhelm Sarwe att leda en ny expedition för att hämta de svenskbybor som önskade resa till Sverige.
Den 1 augusti 1929 anlände 881 bybor till Sverige, vilka åren 1929–1930 inkvarterades i Jönköping i de kaserner som tillhört Jönköpings regemente. Kasernerna, som kom att bli Sveriges första flyktingförläggning, hade blivit lediga 1928 efter det att regementet avvecklats året innan. Enbart en handfull valde att stanna kvar i Gammalsvenskby. 1927 bodde i byn sammanlagt 895 personer, som var ättlingar till estlandssvenskarna. Av dem som lämnade Gammalsvenskby valde senare omkring 100 personer att flytta vidare från Sverige till Kanada, ett land dit tidigare emigranter från Gammalsvenskby hade åkt. De flesta av dem slog sig ner i Manitoba, några återvände senare till Sverige.
Majoriteten av de bybor som kom att stanna i Sverige slog sig ner på Gotland. Ättlingarna till dem har i dag ett museum om estlandssvenskarnas historia i gotländska Roma. Trots sin gemensamma bakgrund tilläts de inte att stanna i ett sammanhängande samhälle. De var immigranter i ett land som genomgick en allvarlig ekonomisk kris, och möttes ibland med fientlighet av lokalbefolkningen. Snart började vissa av byborna tala om att återvända till Sovjetunionen. Detta understöddes aktivt av Sveriges kommunistiska parti, och de första familjerna återvände före årsskiftet 1929/1930.[källa behövs] 26 familjer återvände till Ukrainska SSR, och 1957 lyckades ett femtiotal svenskbybor ta sig åter till Sverige.

## Tillbaka i Sovjetunionen
Sammanlagt valde omkring 250 bybor att återvända till Sovjetunionen. Tillsammans med medlemmar från det svenska kommunistpartiet, som sänts dit av Komintern, grundade de ett kollektivjordbruk, som kallades för Svedkompartija – Sveriges Kommunistiska Parti.
Livet i Sovjetunionen skulle dock komma att bli hårt. Hungern 1932–1933 gav upphov till förslaget att man skulle återvända till Sverige, där vissa bybor skrev på en lista att de ville lämna landet. Detta ledde till att 20 personer arresterades av den hemliga polisen GPU.[källa behövs] Fem av dem sattes i fängelse. Flera bybor dödades i Stalins utrensningar under de följande åren.[källa behövs]
När andra världskriget bröt ut, och Tyskland anföll Sovjetunionen, invaderades Ukrainska SSR. När de tyska soldaterna marscherade in i byn den 25 augusti 1941 välkomnades de till en början som befriare. När den tyska armén 1943 var tvungen att dra sig tillbaka, blev svenskarna evakuerade tillsammans med tyskarna i området. Många hamnade i Krotoschyn i Warthegau i det ockuperade Polen. Nästan 150 togs till fånga av sovjetiska myndigheter vid krigets slut och sändes till arbetsläger, så kallad gulag.[källa behövs] De tilläts dock att återvända till Ukrainska SSR 1947. Andra lyckades ta sig till Sverige eller direkt tillbaka till Gammalsvenskby.[källa behövs]

## Gammalsvenskby efter 1991
Efter Sovjetunionens fall har kontakterna med Sverige återupprättats. I början av 2000-talet hade byn 150–200 invånare av svenskt ursprung. Endast några få av dem talar ännu i dag flytande svenska. Visst ekonomiskt stöd har getts av Svenska kyrkan och av Gotlands kommun.
Föreningen Svenskbyborna bedriver hjälparbete och insamlingar till byn sedan 1990-talet. De skulle inviga ett svenskbymuseum i byn 2022.
Gotland skrev den 15 april 2001 ett vänortsavtal med byn. Sedan 2014 drivs ICLD-projekt mellan Region Gotland och Zmijivka. 
1996 grundades i den närbelägna staden Kachovka det svenskägda företaget Tjumak, som producerar matolja, ketchup och livsmedelskonserver. Företaget är inte längre svenskägt.
I början av oktober 2008 var svenska kungaparet på officiellt besök i Gammalsvenskby.

### Rysslands invasion av Ukraina 2022
I april 2022 ockuperades Gammalsvenskby under en period som en del i Rysslands invasion av Ukraina. Den 13 april 2023 flygbombades byskolan av Ryssland och under maj 2023 blev byskolan och vårdcentralen förstörda av glidbomber från ryska styrkor efter en längre tids beskjutning av Gammalsvenskby. Byn har utsatts för hårt bombardemang av ryska styrkor som skjutit fosforbomber i vad som beskrivits som direkt "terrorbombning" avsiktad att terrorisera civilbefolkningen i byn. Den 14 juni 2024 förstördes kyrkan i en drönarattack. Attackerna mot Gammalsvenskby har kommit trots att det varken finns militära mål eller militär verksamhet i byn. Innan invasionen hade byn mellan  2 300–2 500 invånare, men i juni 2024 var endast ca 70 kvar i byn. Minst 11 personer har dött i ryska anfall mot byn.

## Bilder

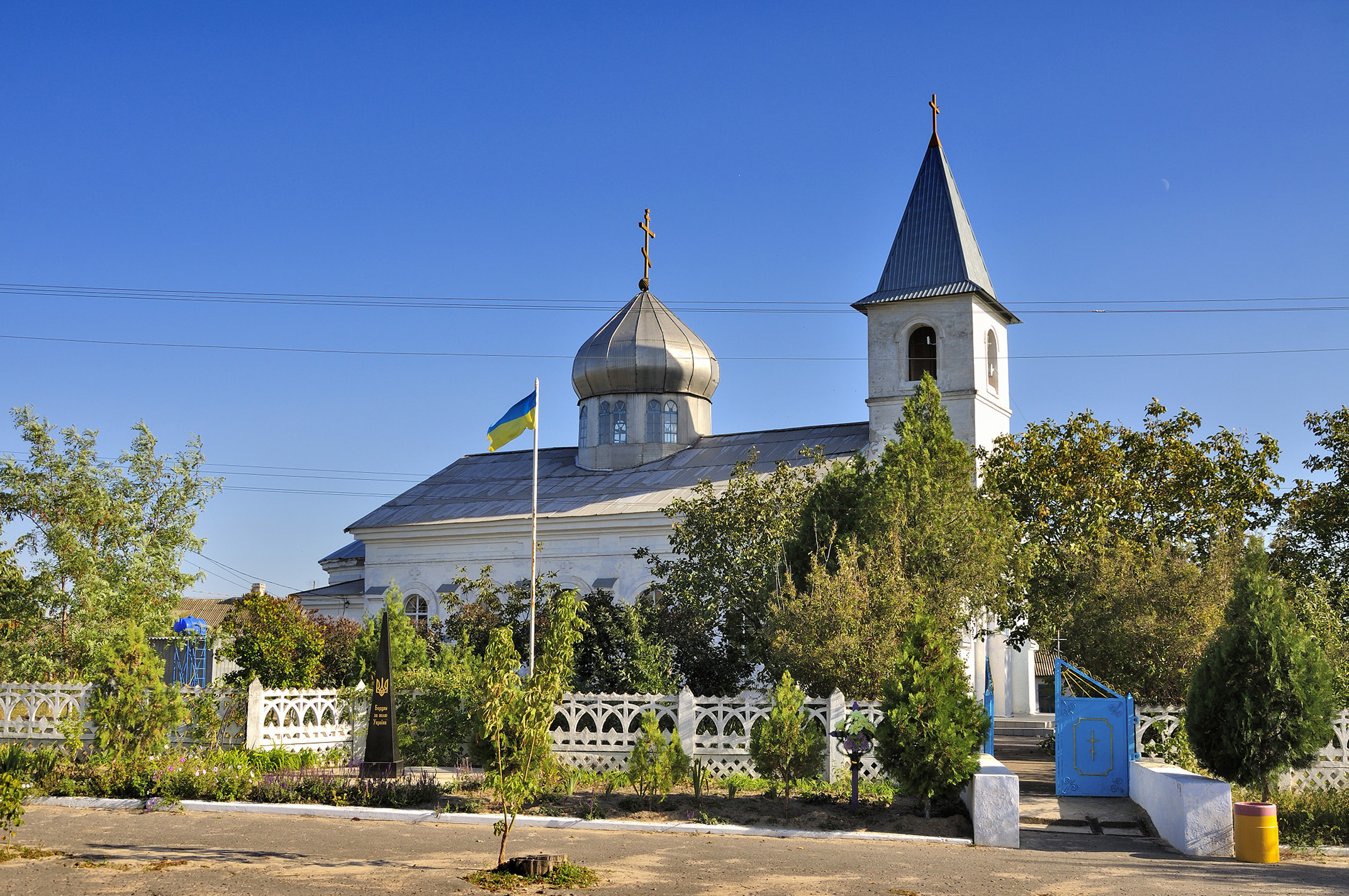
Svenska kyrkan i Gammalsvenskby. Kyrkan på bilden är den gamla svenska protestantiska, men ombyggd med en lökkupol på kyrkskeppet för att kunna fungera även som ortodox helgedom.
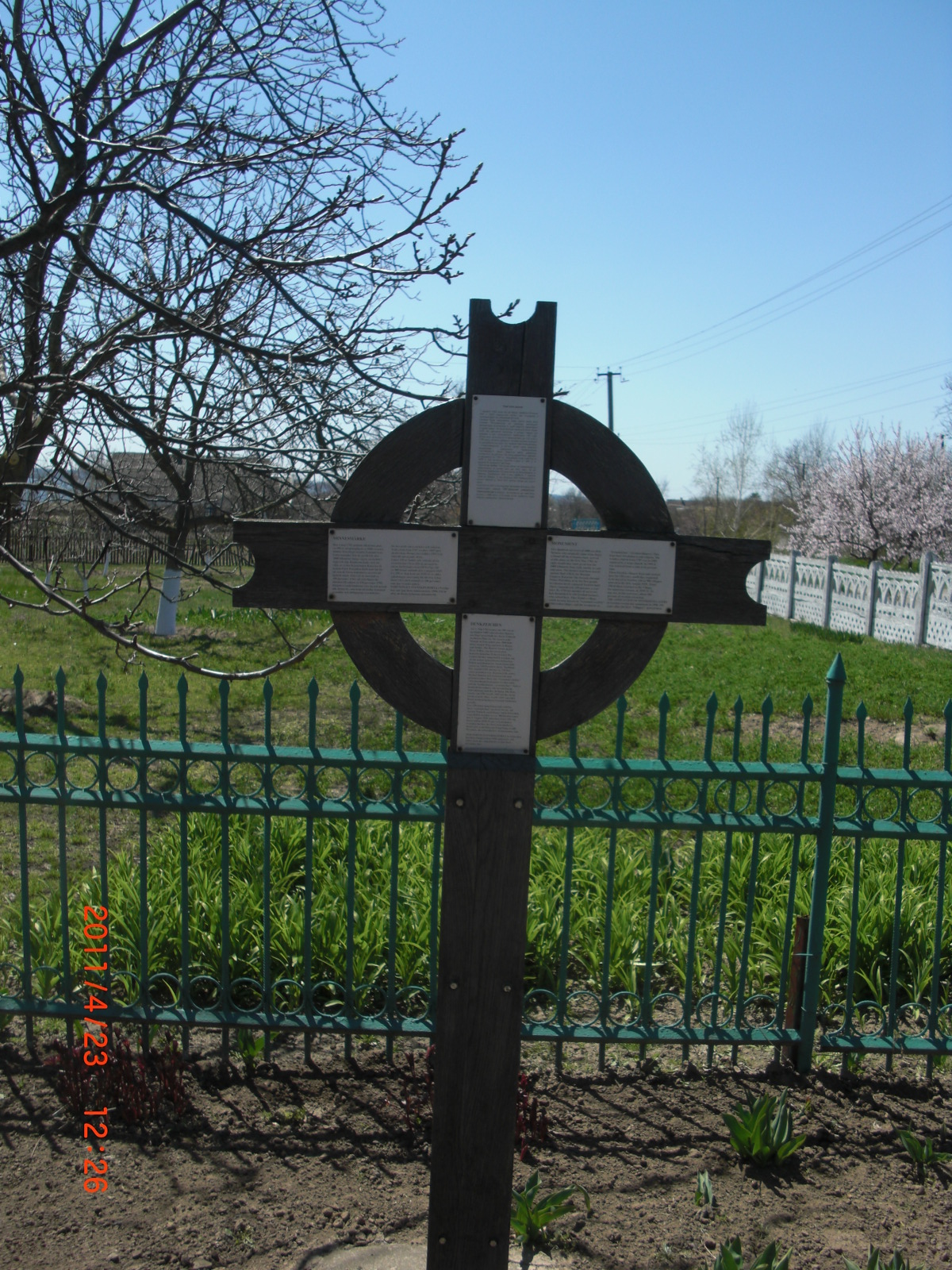
Minnesmärke över de under 1780-talet nyanlända svenskarna.
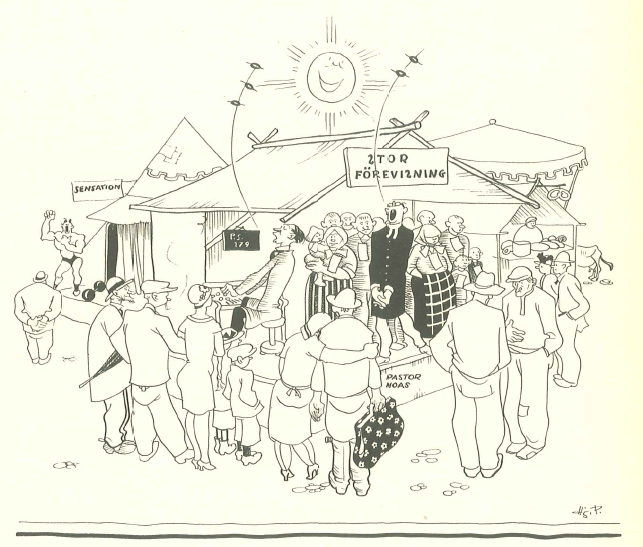
Karikatyr över svenskbyborna publicerad i kommunistiska tidningen Folkets Dagblad Politiken augusti 1929. Byborna uppträder ledda av Kristoffer Hoas på en hembygdsfest i Ljungby.
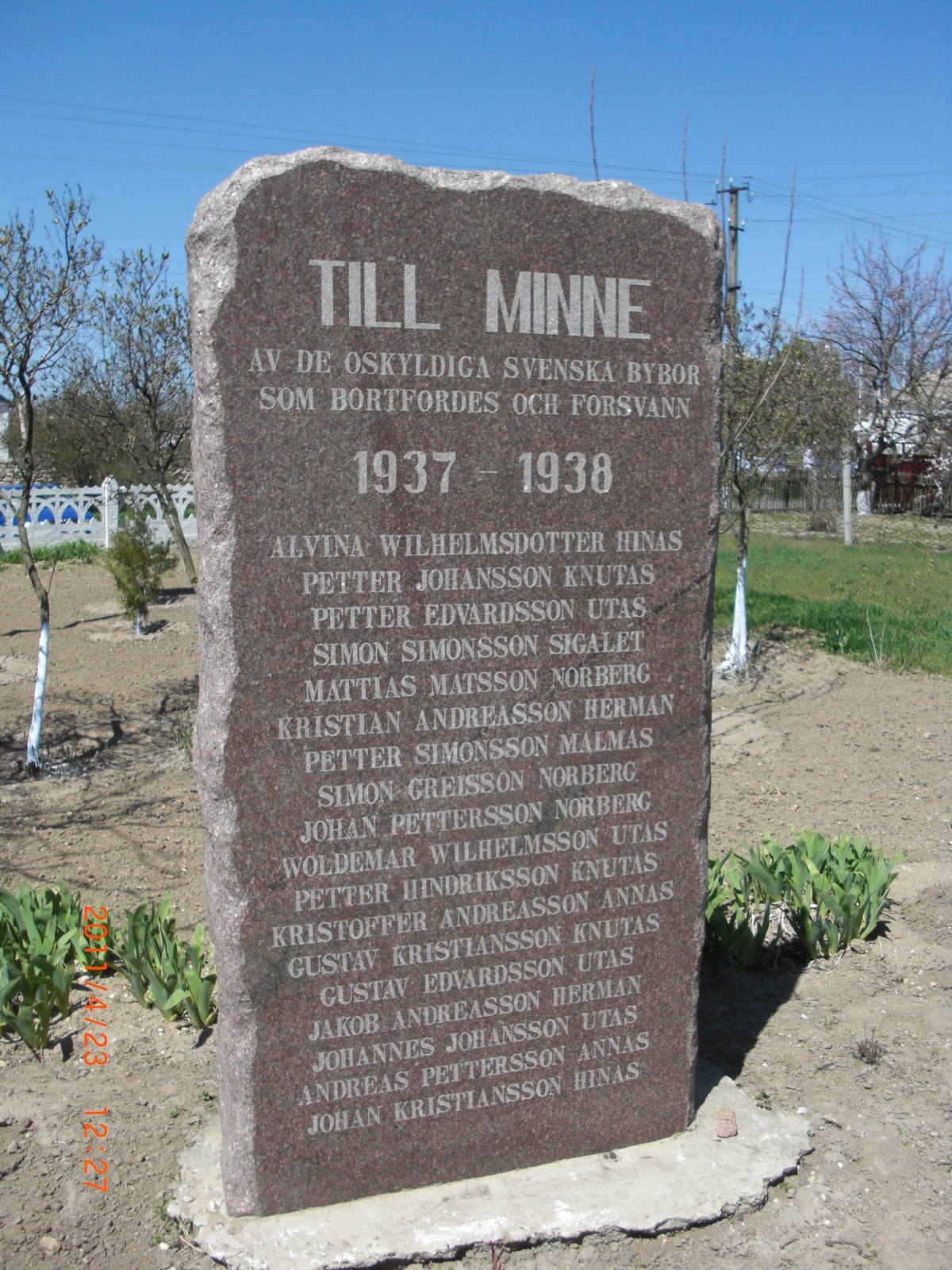
Minnesmärke över de svenskar i byn som bortfördes och försvann 1937 – 1938.

## Kända personer med rötter i Gammalsvenskby
- Andreas Hoas (1865–1943), sångare.
- Kristoffer Hoas (1877–1941), lärare och präst.
- Katarina Utas (1854– ca 1930), sångare.
- Jonathan Sigalet, ishockeyspelare och ättling till Gammalsvenskbybon Hindrik Simonsson Sigalet.